# Boris Chavyrine
Boris Ivanovitch Chavyrine (en russe : Борис Иванович Шавырин, 1902 - 9 octobre 1965, Moscou) est un ingénieur soviétique spécialiste des fusées et des missiles qui a inventé la première fusée à air comprimé (en).

## Biographie
Il est enterré au cimetière de Novodiévitchi à Moscou en Russie.